# Bergern (Gemeinde Pöggstall)
Bergern (auch Pöggstall-Bergern genannt) ist eine Ortschaft und als Bergern bei Pöggstall eine Katastralgemeinde der Marktgemeinde Pöggstall im Bezirk Melk in Niederösterreich. Die Ortschaft hat 25 Einwohner (1. Jänner 2024).

## Geografie
Das Dorf liegt nördlich von Pöggstall an einem nach Süden exponierten Hang. Östlich davon befindet sich Loibersdorf, wohin auch die von Pöggstall kommende Straße führt. Eine weitere Straße zweigt in Bergern nach Aschelberg ab. Durch den Ort führt auch der Ysper-Weitental Rundwanderweg Nr. 22.

## Geschichte
Im Jahr 1822 wurde der Ort als Dorf mit elf Häusern genannt, das nach Pöggstall eingepfarrt war, wohin auch die Kinder eingeschult wurden. Die Herrschaft Pöggstall besaß die Ortsobrigkeit, übte die Landgerichtsbarkeit aus und besorgte die Konskription.
Laut Adressbuch von Österreich waren im Jahr 1938 in Bergern vier Landwirte mit Ab-Hof-Verkauf ansässig. Bis zur Eingemeindung nach Pöggstall am 1. Jänner 1969 war der Ort ein Teil der damaligen Gemeinde Loibersdorf.